# IV. třída okresu Tábor
IV. třída okresu Tábor tvoří společně s ostatními skupinami čtvrté třídy nejnižší (desátou nejvyšší) fotbalovou soutěž v České republice. Je řízena Okresním fotbalovým svazem Tábor. Hraje se každý rok od léta do jara se zimní přestávkou. V sezoně 2017/18 se hraje v jedné skupině s 11 účastníky z okresu Tábor, každý s každým hraje jednou na domácím hřišti a jednou na hřišti soupeře. Vítěz postupuje do III. třídy okresu Tábor.

## Vítězové

### IV. třída okresu Tábor skupina A
| Ročník    | Vítězný tým               |
| --------- | ------------------------- |
| 2003/2004 | TJ Sokol Želeč            |
| 2004/2005 | SK Tučapy „B“             |
| 2005/06   | TJ Sokol Mladá Vožice „B“ |
| 2006/07   | TJ Hvožďany 1268          |
| 2007/08   | 1. FC KOPEC JANEV Tábor   |
| 2008/09   | Fotbalový klub Táborsko B |
| 2009/10   | FK Makov Hůrka            |
| 2010/11   | TJ Sokol Mladá Vožice     |
| 2011/12   | TJ Sokol Vlkov            |
| 2012/13   | TJ Radenín-Kozmice        |
| 2013/14   | Spartak Choustník         |
| 2014/15   | TJ Sokol Želeč            |
| 2015/16   | TJ Radenín-Kozmice        |
| 2016/17   | SK KAVAS Větrovy „B“      |
| 2017/18   |                           |

### IV. třída okresu Tábor skupina B
| Ročník  | Vítězný tým                      |
| ------- | -------------------------------- |
| 2004/05 | Soutěž se nehrála.               |
| 2005/06 | Soutěž se nehrála.               |
| 2006/07 | TJ Malšice „B“                   |
| 2007/08 | FC Bechyně „B“                   |
| 2008/09 | TJ Lokomotiva Veselí nad Lužnicí |
| 2009/10 | SK Tučapy „B“                    |
| 2010/11 | TJ Březnice „B“                  |
| 2011/12 | Soutěž se nehrála.               |
| 2012/13 | TJ Dynamo Roudná                 |
| 2013/14 | Fotbalový klub Táborsko          |
| 2014/15 | SK Červený Kůň Tábor             |
| 2015/16 | Soutěž se nehrála.               |
| 2016/17 | TJ Sokol Myslkovice              |
| 2017/18 |                                  |